# Guntherichthys
Guntherichthys è un genere estinto di pesci ossei appartenenti alla classe Actinopterygii (pesci a pinne raggiate), vissuto nel tardo Mississippiano o primo Pennsylvaniano (tra il Carbonifero inferiore e il Carbonifero superiore) in quello che oggi è lo stato dello Utah, negli Stati Uniti.

## Descrizione e classificazione
Guntherichthys lehiensis, unica specie attribuita finora al genere, è un pesce di piccole dimensioni, descritto da Kathryn E. Mickle nel 2011. Si distingue da altri attinotterigi paleozoici per la presenza di scaglie con margini posteriori leggermente arrotondati, un tratto morfologico utile per la sua diagnosi tassonomica. A causa della scarsità dei reperti noti e della mancanza di caratteristiche craniche diagnostiche, la posizione filogenetica precisa del genere all'interno degli Actinopterygii rimane incerta (incertae sedis).

## Contesto paleontologico
I suoi fossili sono stati rinvenuti nella Formazione di Manning Canyon, situata nello Utah centrale, una formazione nota soprattutto per la sua flora fossile.
La Formazione di Manning Canyon ha prodotto un’ittiofauna sorprendentemente diversificata: oltre a Guntherichthys lehiensis, sono stati descritti altri due pesci ossei primitivi: Spinofacia pectinatus, caratterizzato da strutture dermiche particolari, e Bourbonnella jocelynae, un nuovo rappresentante degli aeduellidi.
La presenza di Guntherichthys e degli altri pesci ossei nella formazione ha portato a riconsiderare l'ambiente deposizionale della Manning Canyon Shale, precedentemente interpretato come esclusivamente d'acqua dolce. I dati attuali suggeriscono, invece, una possibile connessione marina o un ambiente salmastro, coerente con scambi faunistici tra il Nord America e l’Europa.